# Sula (Pečora)
Sula (rus. Сула) je rijeka u Nenečkom autonomnom okrugu i Republici Komi u Rusiji. To je lijeva pritoka Pečore, koja se ulijeva u njen lijevi krak Borščovj Šar blizu Velikovisočnoja, Nenečki autonomni okrug. Duga je 353 km, s površinom porječja od 10400 km2.